# Bihi
Bihi (Nepali बिही) ist ein Dorf und ein Village Development Committee (VDC) in Nepal im Distrikt Gorkha.
Das VDC Bihi liegt am Budhigandaki oberhalb der Einmündung des Siyar Khola. Talaufwärts liegt das VDC Prok. Im Norden grenzt das VDC an Tibet. Am östlichen Gebietsrand liegt der Gipfel des Chamar. Bihi liegt am Manaslu-Rundweg.

## Einwohner
Bei der Volkszählung 2011 hatte das VDC Bihi 612 Einwohner (davon 288 männlich) in 208 Haushalten.

## Dörfer und Weiler
Bihi besteht aus mehreren Dörfern und Weilern. 
Die wichtigsten sind:
- Bihi oder Bihi Bazar (2180 m ⊙)
- Bihi Phedi (2180 m ⊙)
- Deng (1960 m ⊙)
- Serang oder Syarang (2940 m ⊙)